# Хо Ван Лі
Хо Ван Лі (26 жовтня 1928 , Sinhung Countyd, Японська імперія  — 5 липня 2022 ) — південнокорейський лікар, епідеміолог і вірусолог. Є першою людиною в історії медицини, що здійснила всі три етапи: (1) відкриття вірусу, що викликає захворювання людини, (2) розробка методу діагностики захворювання та (3) розробка вакцини проти хвороби.

Лі вивчав медицину у Сеульському національному університеті де здобув ступінь доктора медицини в 1954, в 1959 році здобув ступінь доктора в Університеті Міннесоти.
1954—1972 рр був професором мікробіології у Медичному коледжі Сеульського національного університету, а також деканом медичний коледж.
1972—1994 рр був директором кафедри вірусології Корейського університету.
З 1994 обіймав посаду директора Інституту наук про життя ASAN у Південній Кореї.

В 1976 році Лі та його співробітникам вдалося виділити вірус, що викликав корейську геморагічну лихоманку;

вони дали йому назву вірус Хантаан (тепер називається хантавірусом або ортохантавірусом).
Відкриття викликало сенсацію e міжнародній спільноті медичних дослідників, оскільки пошуки виділення вірусу були предметом інтенсивних зусиль з початку 1950-х років.

Дослідження, пов'язані з виділенням вірусу, були небезпечними, і кілька співробітників Лі захворіли через аерозолі, що виділяють хронічно інфіковані гризуни.

В 1989 році Лі та його співробітники розробили інактивовану формаліном вакцину від вірусу Хантаан для мишей, яка під назвою Hantavax™ була схвалена для комерційного використання у Південній Кореї з 1990 року.

В 1990 році Томіяма і Лі опублікували свої висновки щодо свого методу швидкої серодіагностики хантавірусних інфекцій.
.
Хо Ван Лі став одним із перших південнокорейських учених, що здобув міжнародне визнання, продовжуючи займатися дослідженнями переважно у Південній Кореї.

## Нагороди та відзнаки
- 1981: член Корейської національної академії наук[2];
- 1981: директор Співробітничого центру ВООЗ по дослідженню та дослідженню вірусів[2];
- 1987: президент Міжнародної конференції з геморагічної лихоманки з нирковим синдромом[2];
- 1989: Корейська наукова премія[en];
- 1992: премія Хо-Ама[en][2];
- 1994: премія принца Махідола[en][8];
- 1998: міжнародний член Американського філософського товариства[9];
- 2002: іноземний член Національної академії наук США[10];
- 2004: іноземний почесний член Американської академії мистецтв і наук[11];
- 2021: Clarivate Citation Laureates